# Инекс
Инекс — цикл солнечных и лунных затмений. Продолжительность инекса составляет 10571,95 суток, или приблизительно 29 лет минус 20 дней. Этот период с хорошей точностью равен 358 синодическим месяцам и 388,5 драконическим месяцам. В отличие от сароса, затмения, повторяющиеся интервалом в один инекс, происходят в противоположных узлах орбиты Луны и имеют заметно отличающуюся фазу, но меньше смещаются относительно узла орбиты.

## Описание
Для наступления солнечного или лунного затмения должны выполняться два условия: Луна должна быть в новолунии (для солнечного затмения) или в полнолунии (для лунного) и в любом случае находиться вблизи одного из двух узлов своей орбиты — восходящего или нисходящего. Фазы Луны повторяются с периодом в один синодический месяц, равный приблизительно 29,53 суткам, а прохождения Луной одного и того же узла — с периодом в один драконический месяц, продолжительностью около 27,21 суток. Если после затмения проходит период времени, одновременно равный целому или полуцелому числу и синодических, и драконических месяцев, то Луна снова оказывается новолунии или полнолунии и в то же время вблизи узла орбиты, и затмение происходит снова.
Длительность 358 синодических месяцев почти точно равна длительности 388,5 драконических, так что с таким периодом затмения повторяются. Этот интервал длится 10571,95 суток и называется инексом. Можно сравнить его с более известным аналогичным периодом — саросом, который включает в себя 223 синодических месяца и 242 драконических, что составляет 6585,32 суток, или около 18 лет и 11 дней.
Инекс включает в себя число драконических месяцев, близкое к полуцелому. Это значит, что два затмения, повторяющиеся через инекс, происходят, когда Луна оказывается в разных узлах своей орбиты. Сарос же включает в себя целое число драконических месяцев, поэтому затмения, повторяющиеся через сарос, происходят в одном узле орбиты.
Аномалистический месяц — период между прохождениями Луной перигея своей орбиты, длится приблизительно 27,55 суток. Инекс содержит далёкое от целого количество — около 383,67 — аномалистических месяцев, поэтому в затмениях, происходящих с интервалом в один инекс, расстояние от Луны до Земли заметно различается. Вместе с ним будет отличаться и угловой размер Луны, так что солнечные затмения с большой вероятностью могут иметь различный тип: если одно затмение оказывается полным, то другое может быть кольцеобразным. Напротив, сарос содержит близкое к целому число аномалистических месяцев — 239, так что для затмений, происходящих через сарос, тип затмения и ширина полосы затмения чаще всего остаются прежними.
Инекс отличается от полуцелого числа драконических месяцев всего на 6 минут, так что между двумя затмениями, происходящими с периодом в инекс, Луна смещается относительно узла на 0,04 градуса. Для сравнения, сарос отличается от целого числа драконических месяцев на 52 минуты и аналогичное смещение для него составляет 0,48 градуса. С учётом этого, цикл инексов должен включать около 780 затмений и продолжаться около 22600 лет, однако при такой ожидаемой продолжительности для получения точного значения необходимо учитывать, что соотношение между драконическим и синодическим месяцем изменяется. Например, в 3000 году до нашей эры смещение Луны относительно узла за один инекс составляло 0,08 градуса, а в 4000 году нашей эры составит 0,02 градуса. Однако в течение одного цикла инекса, в самом его начале или в конце, происходят не все затмения, которые предсказываются простой периодичностью. Аналогичный цикл сароса содержит от 69 до 87 затмений и длится от 1226 до 1551 лет.

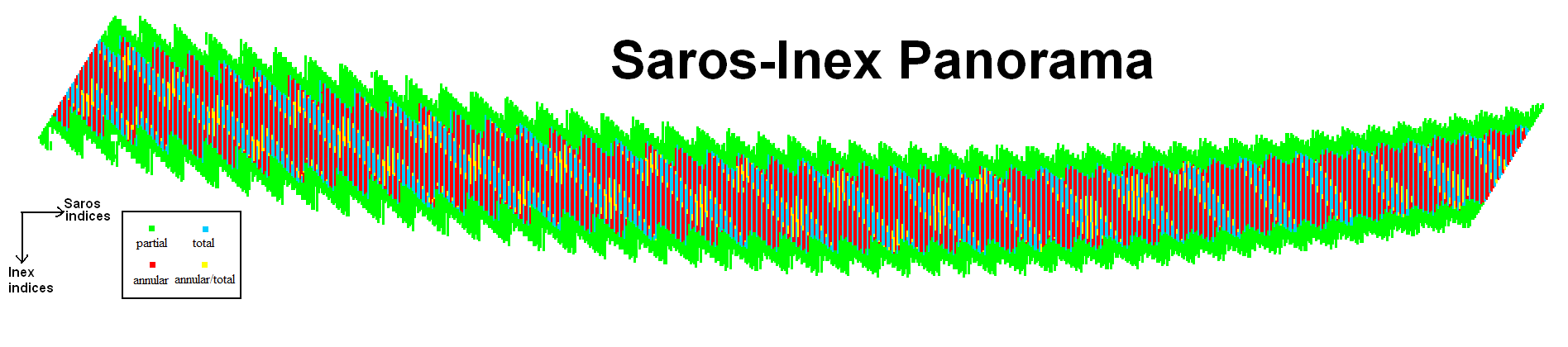
Схематичное обозначение саросов и инексов для солнечных затмений между 11000 до н. э. и 15000 н. э.. По горизонтали выстроены затмения, относящиеся к одному циклу инексов, по вертикали — относящиеся к одному циклу саросов. Частные затмения обозначены зелёным, полные — голубым, кольцеобразные — красным, гибридные — жёлтым.

## История изучения
Инекс был известен Иоганну Генриху Ламберту в 1765 году. Затем в начале XX века он был открыт заново, в частности, в 1901 году его первыми упоминали Джон Стоквелл и Эндрю Кроммелин. Современное название для этого периода придумал Джордж ван ден Берг в 1951 году.